# Église Saint-Basile de Kiev
Pour les articles homonymes, voir Église Saint-Basile.
L’église Saint-Basile-le-Grand est une église gréco-catholique de Kiev, en Ukraine. Confiée à l'ordre basilien à Kiev, située sur Voznesensky descente, près de la place de Lviv. 

## Histoire de l'église
La construction de l'église débute en 1998 sur des projets de Larissa Skorik, une architecte et femme politique, députée de 1990 à 1994. Son architecture résolument contemporaine détonne dans le paysage environnant mais s'inscrit dans les recherches architecturales des années 1990-2000, notamment en architecture sacrée, de la ville de Kiev au sortir de l'ère soviétique (voir par exemple la Cathédrale patriarcale de la Résurrection du Christ). Sa forme pyramidale est constituée de toits pyramidaux étagés. L'architecture intérieure, avec la séparation traditionnelle entre le chœur réservé au clergé et la partie réservée au fidèle sur deux étages, laisse une large place à la couleur blanche et à la lumière extérieure.
Le 22 juin 2001, le monastère basilien entre en activité.Le Suprême de l'Archevêque majeure de l'Eglise gréco-catholique d'Ukraine, Lubomir Husar préside la messe.
Trois jours plus tard, le pape Jean-Paul II, en visite pastorale en Ukraine, visite et bénit l'église.
En 2002, l'église est consacrée, et les reliques du bienheureux Josaphat Kocylovskyj y sont transférées.

## Lien
- Informations de l'Archevêché de Kiev
- Site internet du monastère Saint-Basile-le-Grand (en ukrainien)